# Smeerwortelsteltmot
De smeerwortelsteltmot (Dialectica imperialella) is een vlinder uit de familie mineermotten (Gracillariidae). De wetenschappelijke naam is voor het eerst geldig gepubliceerd in 1847 door Zeller.
De soort komt voor in Europa.